# Старовяткина
Старовяткина — деревня в Абатском районе Тюменской области России. Входит в состав Абатского сельского поселения.

## История
В «Списке населенных мест Российской империи» 1871 года издания (по сведениям 1868—1869 годов) населённый пункт упомянут как казённая деревня Вяткина Ишимского округа Тобольской губернии, при речке Быструшке, расположенная в 78 верстах от окружного центра города Ишим. В деревне насчитывался 81 двор и проживало 296 человек (154 мужчины и 142 женщины).
В 1926 году в деревне имелось 125 хозяйств и проживало 553 человека (268 мужчин и 285 женщин). Функционировала школа I ступени. В административном отношении являлась центром Вяткинского сельсовета Абатского района Ишимского округа Уральской области.

## География
Деревня находится в юго-восточной части Тюменской области, в лесостепной зоне, в пределах Ишимской равнины, на берегах реки Быструшка, на расстоянии примерно 9 километров (по прямой) к северу от села Абатское, административного центра района. Абсолютная высота — 77 метров над уровнем моря.

### Часовой пояс
Деревня Старовяткина, как и вся Тюменская область, находится в часовой зоне МСК+2. Смещение применяемого времени относительно UTC составляет +5:00.

## Население
| 1989 | 2002 | 2010 |
| ---- | ---- | ---- |
| 205  | ↘133 | ↘111 |

Гендерный состав
По данным Всероссийской переписи населения 2010 года в гендерной структуре населения мужчины составляли 52,3 %, женщины — соответственно 47,7 %.
Национальный состав
Согласно результатам переписи 2002 года, в национальной структуре населения русские составляли 93 % из 133 чел.

## Улицы
Уличная сеть деревни состоит из трёх улиц.